# ОШ „Топлички хероји” Дубово
Основна школа Житорађа настала је далеке 1873. године, у оно време била је једна од четири основне сколе у Топлици. У дугом временском периоду, школа је била снажно жаристе просвете, културе, И националних стремљења за село и околину. 

## Истурена одељења
Основна школа „Топлички хероји“ у Житорађи садржи низ истурених одељења по околним селима, а то су:
Јасеница, Влахово, Глашинце, Топлица, Подина, Лукомир, Студенац, Речица, Вољчинце, Пејковац, Стара Божурна, Самариновац, Дражевац, Дубово, Коњарник, Старо Момчилово, Ново Момчилово, Каре, Асановац, Доње Црнатово, Горње Црнатово, Грудаш, Бадњевац, Горњи Дреновац и Доњи Дреновац.
Учитељи у Дубовској школи од 1893. до 1910. године, према познатим подацима били су:
Танасије Јовановић, Петар Ђаковић, Даница Петровићева, Добросав Радуловић, Димитрије Николић.

## Школа између два рата
Између два светска рата, Основна школа у Дубову имала је два одељења у самом Дубову и по једно издвојено одељење у Коњарнику од 1933, Старом Момчилову од 1933, Новом Момчилову од 1938, Кару од 1938. и Пасјачи од 1938. године.
Школа у Дубову радила је у државној згради изграђеној 1921. године, имала је две учионице, канцеларију и ходник, као и стан за учитеља. 
У Коњарнику, Старом Момчилову, Новом Момчилову и Кару издвојена одељења су рад али у приватним зградама. 
За време Другог светског рата, од 1941. до 1944.  године, основна школа у Дубову је радила у веома отежаним условима, и то како школа у Дубову, тако и истурена одељења у Коњарнику, Старом Момчилову, Новом Момчилову, Кару И Пасјачи. Ипак, школске године су некако завршаване. 
После ослобођења, од 1944. године, школа у Дубову је наставила рад без истурених одељења у Коњарнику, Старом Момчилову, Новом Момчилову, Кару и Пасјачи.
Септембра 1949. године, четвороразредна основна школа у Дубову прерасла је у осмогодишњу.

## Балет у Дубову
Народне новине су 22. септембра 1962. године објавиле чланак под насловом „Балет у Дубову“. У чланку се говорило о примедбама културно–уметничких друштава села Житорађа, Пејковац, Дубово и Доње Црнатово.
Децембра 1962. године школа у Дубову је постала централна рејонска основна – осмогодишња школа, док су школе у Коњарнику, Старом Момчилову, Новом Момчилову и Асановцу остале непотпуне основне – четвороразредне школе.
Од 1964. године школа у Дубову је постала једна од четири основне осморазредне школе у општини Житорађа.
Основна школа у Дубову је од 1964. године носила назив: Основна школа „Радош Јовановић Сеља“, Дубово.
Године 1976. основна школа у Дубову ушла је у састав јединствене основне школе у општини Житорађа, под називом Основна школа „Топлички хероји“, Житорађа. Од тада основна школа у Дубову ради као осморазредно одељење.